# Ueli Seiler-Hugova
Ueli Seiler-Hugova (Ulrich Seiler; * 19. April 1942 in Kleindietwil) ist ein Schweizer Pädagoge und Autor.

## Leben und Beruf
Ueli Seiler-Hugova wurde als ältestes von vier Kindern von Robert und Ruth Seiler-Schwab geboren. Seilers Vater war Lehrer an einer staatlichen Gesamtschule im Berner Oberland in Reust. 1953 gründeten die Eltern die anthroposophische Heimschule Schlössli in Ins im bernischen Seeland. Sie hatte zur Aufgabe, Kinder und Jugendliche zu beherbergen und zu schulen, die aus irgendwelchen Gründen nicht mehr zuhause oder in einer Schule sein konnten. Die Eltern des Vaters waren Verdingkinder und hatten ein kleines Heim für Kinder, die kein ein richtiges Zuhause hatten oder in der üblichen Schule versagten.
Ueli Seiler-Hugova besuchte die Rudolf-Steiner-Schule in Bern und das staatlich anerkannte Evangelische Lehrerseminar Muristalden, wurde Primarlehrer und war dann an einer Gesamtschule am Brienzersee in Ebligen tätig. Er studierte an der Universität Bern auf Sekundarlehramt. Seine Ausbildung zum Heimleiter erfolgte am Institut für Psychologie in Zürich, und er absolvierte verschiedene Weiterbildungen für Waldorfpädagogik in Stuttgart und am Goetheanum in Dornach. Auch bildete er sich autodidaktisch weiter, so zum Beispiel in Goethes Farbenlehre, in der «integralen Sternenkunde», in den «Bewusstseinsstufen» Jean Gebsers, in der Kunst- und Kulturgeschichte und in der Sinneslehre von Rudolf Steiner und Hugo Kükelhaus. Ausserdem beschäftigte sich mit dem Werk Erich Fromms.
Bereits 1963 trat er in die Institution seiner Eltern ein. Das Schulinternat Schlössli Ins hatte bis über hundert Kinder und Jugendliche und ebenso viele Mitarbeiter. Ueli Seiler war von 1972 bis 2006 Direktor der Institution. Mit dem Vater gründete er 1963 das «Freie heimpädagogische Seminar Schlössli Ins», ein dreijähriges Erzieherseminar, das Seiler von 1972 bis zu seiner Entlassung 2013 leitete. Von 1994 bis 2000 war er Gastprofessor für Pädagogik an der Lettischen Universität in Riga. Seit 2002 ist er Dozent an der Akademie für Sozialkunst Tabor in Prag.
Er ist Autor von Sachbüchern über Farben, «integrale Sternenkunde» und über den Gralsmythos Parzival.
Ueli Seiler-Hugova ist in zweiter Ehe verheiratet und Vater von sieben Kindern.

## Politische Aktivitäten
Nachdem er sich bereits als Jugendlicher für autonome Schulen und für Flüchtlinge aus dem Ostblock eingesetzt hatte, lancierte Seiler-Hugova 1980 eine Volksinitiative für freie Schulwahl im Kanton Bern mit Unterschriftensammlung (15'000) und Abstimmungskampf, die 1983 von den Berner Stimmbürgern mit einer Dreiviertelmehrheit abgelehnt wurde. Er war 1983 Mitbegründer und langjähriger Vizepräsident der Freien Liste im Kanton Bern, 1985 einer der ersten Unterzeichner der Eidgenössischen Volksinitiative «für eine Schweiz ohne Armee und für eine umfassende Friedenspolitik», die ebenfalls von den Stimmbürgern verworfen wurde. In Zusammenhang mit der Ausschaffung einer zairischen Flüchtlingsfamilie verweigerte er den Militärdienst und wurde dafür 1989 mit 20 Tagen Gefängnis bestraft. Auch setzte er sich mit seiner «Aktion abgewiesener Asylanten» (AAA) für Kirchenasyl ein. Ab Anfang der 1990er-Jahre war er Mitglied des «Europäischen Forums für Freiheit in der Erziehung» (EFFE), das Bildungsreformer verschiedener Herkunft vereinigte.

## Auszeichnungen
Für seine kulturelle Tätigkeiten in den letzten 20 Jahre in Tschechien erhielt Ueli Seiler-Hugova 2010 den «Wald Press Award».

## Veröffentlichungen
Als Autor:
- Farben sehen erleben verstehen. AT-Verlag, Aarau 2002, ISBN 978-3-03800-366-3.
  - franz. Übersetzung: Voir, vivre, comprendre les couleurs. Editions Triades, Laboissière-en-Thelle 2008, ISBN 978-2-85248-296-8.
- Sternenkunde integral. AT-Verlag, Aarau 2009, ISBN 978-3-03-800487-5.
- Das grosse Parzivalbuch. Wolfram von Eschenbachs «Parzival» als ein moderner Einweihungsweg, der zur Integration und Individuation führt. Books on Demand, Norderstedt 2001, ISBN 978-3-8448-0263-4; 2. Auflage: SchneiderEditionen, Hohengehren 2014, ISBN 978-3-943305-15-9.
- Johann Heinrich Pestalozzi, ein Vorverkünder der «Philosophie der Freiheit» Rudolf Steiners, Albert Steffens «Pestalozzi» und C. Englert-Fayes Aufsatz «Von Pestalozzi zu Rudolf Steiner» (1930). Möllmann, Borchen 2015, ISBN 978-3-89979-217-1, OCLC 915481725.

Als Redaktor bzw. Herausgeber:
- (Red.) 30 Jahre Schlössli Ins. Verein Schlössli Ins, Ins 1983.
- (Red.) 40 Jahre Schlössli Ins. Verein Schlössli Ins, Ins 1993.
- (Hrsg.) Werde, der du bist. 50 Jahre Heimschule Schlössli Ins. Verein Schlössli Ins, Ins 2004.